# Piłka siatkowa na Letnich Igrzyskach Olimpijskich 2000
Turniej olimpijski w piłce siatkowej rozegrany podczas XXVII Letnich Igrzysk Olimpijskich w Sydney był dziewiątym w historii igrzysk olimpijskich zmaganiem w halowej odmianie tej dyscypliny sportu i pierwszym w wersji plażowej. Rywalizacja toczyła się zarówno u kobiet, jak i u mężczyzn, a przystąpiło do niej po 12 zespołów halowych (męskich i żeńskich) oraz po 24 pary plażowe (męskie i żeńskie). Wszystkie cztery turnieje zostały przeprowadzone systemem kołowym oraz systemem pucharowym.

## Medaliści
| Konkurencja       | Konkurencja | złoto | srebro | brąz |
| ----------------- | ----------- | --- | --- | --- |
| Siatkówka halowa  | kobiety     | Kuba Taismary Agüero Regla Bell Marlenis Costa Ana Fernandez Mirka Francia Mireya Luis Yumilka Ruíz Regla Torres Idalmis Gato Regla Bell Zoila Barros Fernández Lilia Izquierdo Martha Sánchez | Rosja Jewgienija Artamonowa Anastasija Kodirowa Lubow Szaszkowa Jekatierina Gamowa Jelena Godina Tatjana Graczowa Natalia Morozowa Olga Potaszowa Inessa Sargsjan Jelizawieta Tiszczenko Jelena Tiurina Jelena Wasilewska | Brazylia Leila Barros Virna Dias Érika Coimbra Janina Conceição Kely Fraga Ricarda Lima Kátia Lopes Walewska Oliveira Elisângela Oliveira Karin Rodrigues Raquel Silva Fofão           |
| Siatkówka halowa  | mężczyźni   | Jugosławia Vladimir Batez Slobodan Boškan Andrija Gerić Nikola Grbić Vladimir Grbić Slobodan Kovač Đula Mešter Vasa Mijić Ivan Miljković Veljko Petković Goran Vujević Igor Vušurović          | Rosja Igor Szulepow Walerij Goriuszew Aleksandr Gierasimow Roman Jakowlew Aleksiej Kazakow Wadim Chamutckich Aleksiej Kuleszow Jewgienij Mitkow Rusłan Olichwier Ilja Sawieljew Siergiej Tietiuchin Konstantin Uszakow    | Włochy Marco Bracci Andrea Gardini Andrea Giani Pasquale Gravina Marco Meoni Samuele Papi Andrea Sartoretti Paolo Tofoli Luigi Mastrangelo Simone Rosalba Mirko Corsano Alessandro Fei |
| Siatkówka plażowa | kobiety     | Australia · Natalie Cook · Kerri Ann Pottharst | Brazylia · Adriana Behar · Shelda Bede | Brazylia · Adriana Samuel · Sandra Pires |
| Siatkówka plażowa | mężczyźni   | Stany Zjednoczone · Dain Blanton · Eric Fonoimoana | Brazylia · Zé Marco de Melo · Ricardo Santos | Niemcy · Axel Hager · Jörg Ahmann |

## Tabela medalowa
| Miejsce | Państwo           | złoto | srebro | brąz | Razem |
| ------- | ----------------- | ----- | ------ | ---- | ----- |
| 1.      | Australia         | 1     | 0      | 0    | 1     |
| 1.      | Kuba              | 1     | 0      | 0    | 1     |
| 1.      | Stany Zjednoczone | 1     | 0      | 0    | 1     |
| 1.      | Jugosławia        | 1     | 0      | 0    | 1     |
| 5.      | Brazylia          | 0     | 2      | 2    | 4     |
| 6.      | Rosja             | 0     | 2      | 0    | 2     |
| 7.      | Niemcy            | 0     | 0      | 1    | 1     |
| 7.      | Włochy            | 0     | 0      | 1    | 1     |